# Achdzk
Achdzk – wieś w Armenii, w prowincji Aragacotn. W 2011 roku liczyła 1614 mieszkańców.